# Centrale thermique de Kemper
La centrale thermique de Kemper est une centrale thermique en construction situé dans le Mississippi aux États-Unis. Un important programme de séquestration du CO2 est en construction sur cette centrale. Le projet aurait un coût de 6,1 milliards de dollars. Il comprend une unité de gazéification du charbon (Cycle combiné à gazéification intégrée).